# Wari (kultura)

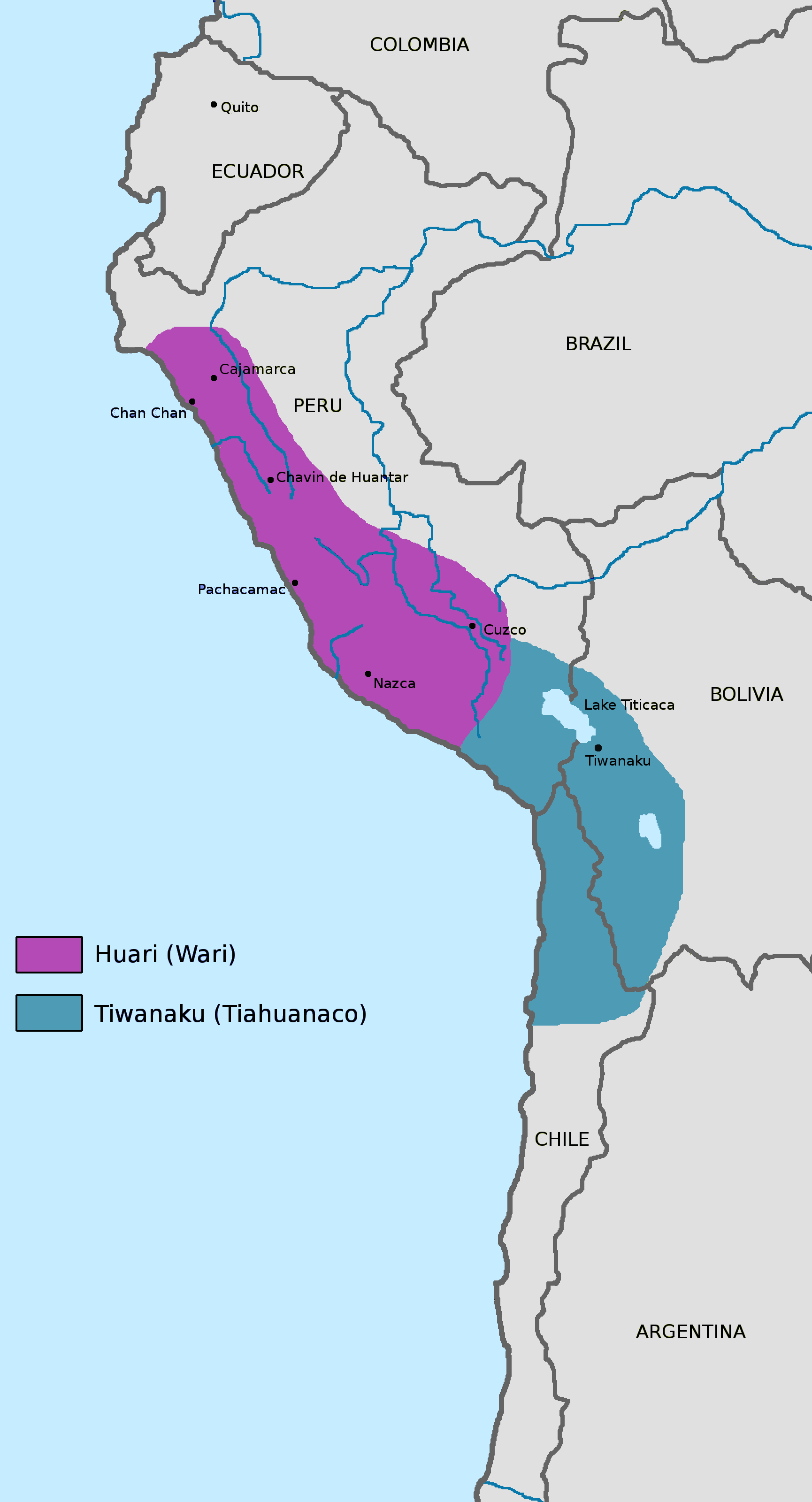
Zasięg imperiów Wari i Tiwanaku

Wari (hiszp. Huari) – cywilizacja przedinkaska, rozwijająca się w rejonie Andów środkowych i południowych oraz u wybrzeża dzisiejszego Peru w latach 500–1000 n.e. Ruiny dawnej stolicy Wari znajdują się niedaleko dzisiejszego miasta Ayacucho, w miejscowości Huari.
Za najważniejszy czynnik, pozwalający kulturze Wari rozwijać się w tym samym okresie, kiedy z przyczyn klimatycznych upadała kultura Moche, uważa się zastosowanie tarasów, które pozwalały niwelować skutki katastrofalnych powodzi, wywoływanych przez El Niño, oraz susz. Wari mieli przejąć tę technologię od zamieszkującej wcześniej te obszary kultury Huarpa. Jednak wieloletnie susze, które rozpoczęły się około 950 roku n.e. sprawiły, że nawet ich zastosowanie stało się niewystarczające. Około 1000 roku stolica Wari gwałtownie wyludniła się, a wejścia do domów zablokowano i zabezpieczono, jak gdyby opuszczający je mieszkańcy mieli zamiar kiedyś do nich wrócić, co jednak nigdy nie nastąpiło.
Do najważniejszych odkryć archeologicznych, dostarczających informacji na temat kultury Wari, należy odkrycie w 2013 przez polsko-peruwiańską wyprawę pod kierunkiem dr. Miłosza Giersza El Castillo de Huarmey – mauzoleum zawierającego m.in. szczątki trzech królowych Imperium Tiwanaku-Wari oraz 1200 rozmaitych artefaktów.